# ФК „Доманяно“
ФК „Доманяно“ (на италиански: Football Club Domagnano) е футболен клуб от едноименния град в Сан Марино.

## История
Клубът е основан през 1966 година от Марчело Казадеи и Чезаро Симончини – хора, работили по-рано в клубната структура на „Сан Джовани“. 
Първите успехи на Доманяно идват с италианския бизнесмен Паоло Бакалато, който привлича в управлението на клуба най-квалифицированите до този момент специалисти, а също така предоставя ново помещение под клубния офис.
Четирикратен шампион на Сан Марино, 8-кратен носител на Купата и 3-кратен на Суперкупата на страната.

## Успехи
- Шампионат на Сан Марино:
  -  Шампион (4): 1988/89, 2001/02, 2002/03, 2004/05
  -  Сребърен медал (3): 1992/93, 1999/2000, 2003/04
- Купа Титано (Купа на Сан Марино): 
  -  Носител (8): 1972, 1988, 1990, 1992, 1996, 2001, 2002, 2003
  -  Финалист (1): 2008/09
- Суперкупа/Трофео Федерале: 
  -  Носител (3): 1990, 2001, 2004
  -  Финалист (2): 1989, 2009